# دهه شصت مدرن

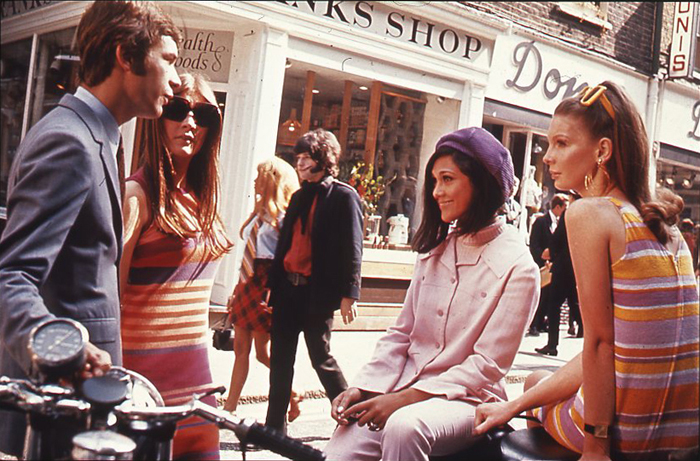
خیابان کرنبی لندن در سال ۱۹۶۶

دهه شصت مدرن (انگلیسی: Swinging Sixties) عنوان جنبش و انقلاب فرهنگی جوانان بود که از میانه‌های دهه ۱۹۶۰ میلادی در بریتانیا آغاز گردید. این جنبش با تأکید بر نگرشی مدرن به زندگی در کنار سرگرمی‌های عاشقانه به مرکزیت لندن شکل گرفت.
جنبش دهه شصتی شامل شکوفایی هنر، موسیقی و مد بود. اوج تمرکز این جنبش بر صادرات و اشاعه ی مد و هنر پاپ بود که در میان عناصر کلیدی آن می‌توان به بیتلزها اشاره داشت. از پیشاهنگان تهاجم فرهنگی انگلستان به سایر کشورها با مضمون دهه شصتی می‌توان به مواردی همچون : مری کوانت و مد مینی‌ژوپ، مدلینگ‌هایی چون توییگی و جین شرمپتون و مدهای خرده فرهنگی، مراکز خرید محبوبی همچون : کینگز رود، کنزینگتون و خیابان کرنبی در کنار فعالیت‌های سیاسی با مضامین جنبش ضد هسته‌ای و انقلاب جنسی اشاره داشت. موسیقی، بخشی بزرگ و مهم از این جهش فرهنگی بود. صدای لندن، با گروه‌هایی چون د هو، کینکس، اسمال فیسیز و رولینگ استونز و با کمک ایستگاه‌های رادیو‌ی پخش خصوصی همچون :رادیو کارولینا و سوینینگ رادیو انگلند، اکنون بیش از پیش، طنین انداز گردیده بود. دههٔ شصت لندن، به سینمای بریتانیا نیز رسید که نتیجهٔ آن، افزایش آزادی بیان و رنگ و لعاب بیشتر همراه با مضامین کمدی بود.

## نگارخانه

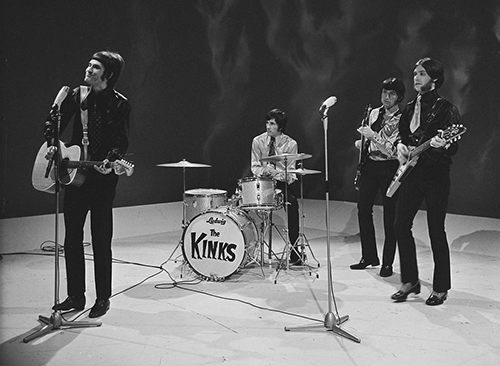
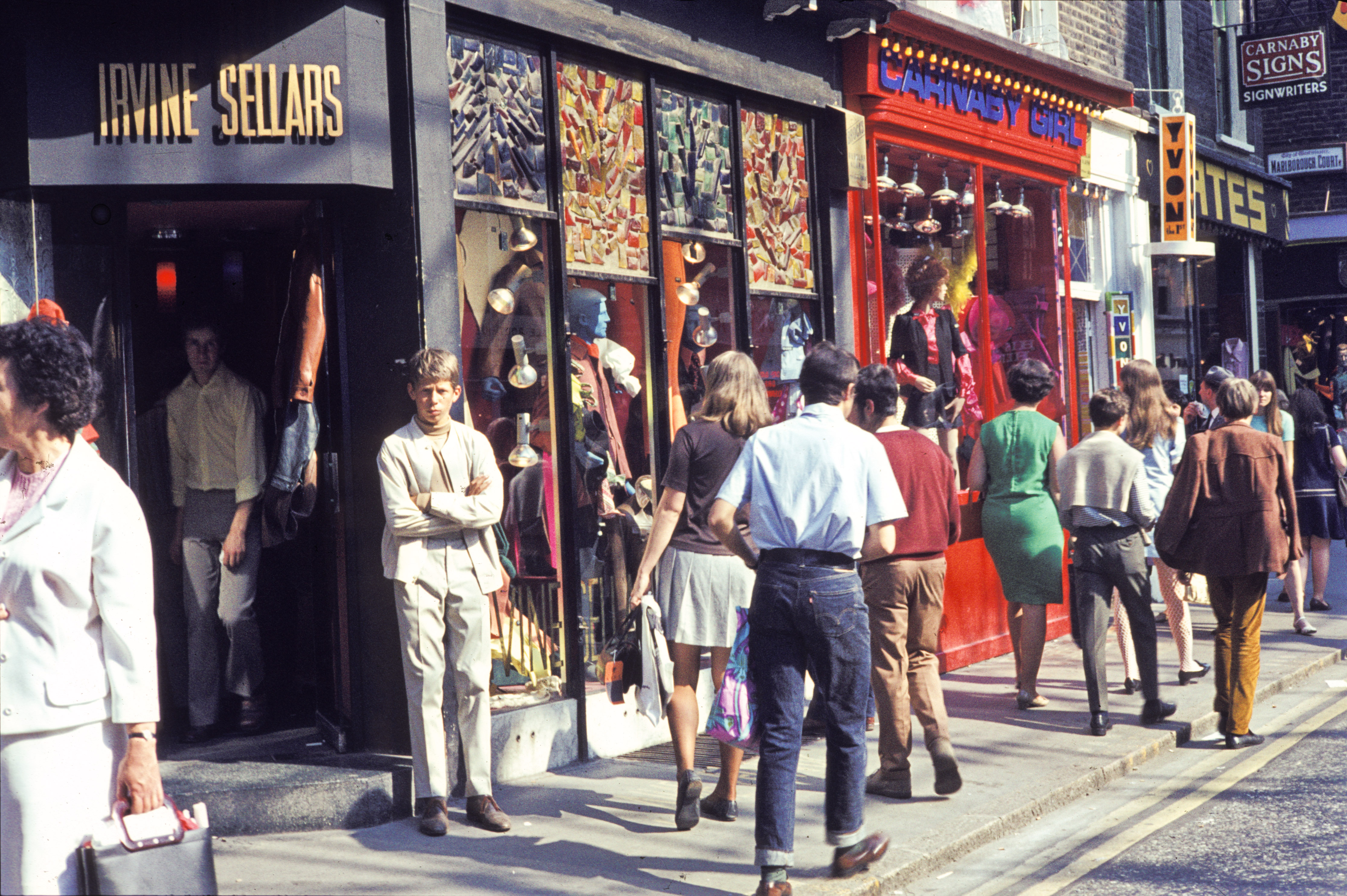
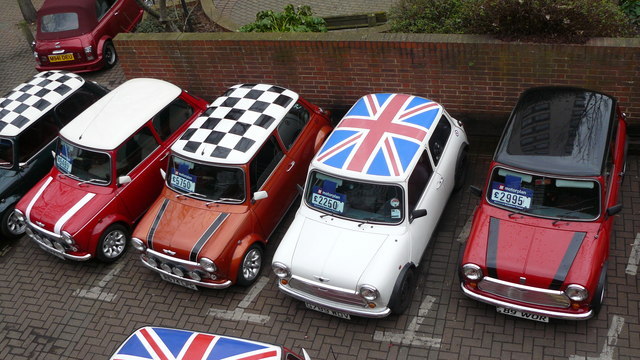